# Robert Musil
Robert Musil (Klagenfurt, 6. studenog 1880. – Ženeva, 15. travnja 1942.), austrijski pripovjedač, esejist i dramatičar. 

## Životopis
Neko je vrijeme bio gojenac u časničkoj školi (u sredini koju je lako prepoznati kao mjesto zbivanja njegova prvog romana "Pomutnje gojenca Törlessa"), no poslije se opredijelio za civilni studij. Kao diplomirani strojarski inženjer otkriva potrebu da pronikne u filozofske aspekte matematike i tehničkih znanosti, te studira filozofiju i psihologiju u Berlinu. Taj je studij završio 1908. disertacijom o bečkom fizičaru i teoretičaru znanosti Ernstu Machu, koji je bio postao duhovni otac cijelog naraštaja austrijskih i njemačkih intelektualaca i umjetnika oko prijeloma stoljeća (utjecao je, među inim, i na Einsteina). Uvjeren da su predvodnici moderne kulture prije svih teoretičari prirodnih znanosti, Musil je i u svoju književnu djelatnost unosio problematiku suvremene misaonosti koja ne priznaje stroge granice između spoznajnih disciplina. Znakovito je za autorovu duhovnost da je iste, 1906. godine, objavio prvi roman i izradio optičku spravu za psihološko-fizikalne pokuse, poslije nazvanu po njemu. Neobično samokritičan pisac, razmjerno je malo objavljivao, a usto je zahtjevnost njegovih djela otežavala širi odjek. Pošavši 1938. iz Beča u emigraciju pred nacističkom okupacijom gotovo je zaboravljen. Posljednje su godine, u Švicarskoj, bile u znaku teških materijalnih briga. Današnji piščev svjetski ugled, a napose uspjeh njegovih romana, posljedak je nove recepcije njegova stvaralaštva u godinama nakon sloma nacizma. 
Gotovo sva djela građom pripadaju razdoblju prije prvog svjetskog rata, a po intelektualno usmjerenoj problematici krugu pitanja o odnosima razumske obuzdanosti te osjećajne i osjetilne iracionalnosti. Ti se motivi snažno očituju već u prvom djelu, romanu "Pomutnje gojenca Törlessa" (1906.), slojevitu tekstu koji spaja intenzivan prikaz atmosfere i prilika u pokrajinskom internatu sa psihološkom problematikom puberteta u kojem se naziru zametci društvenih mehanizama nasilja, tlačenja i ucjene. Svojim dramskim djelima "Zanesenjaci" (1921.) te "Vincenc i prijateljica uglednih muškaraca" (1924.) nije uspio osvojiti pozornice. Primjeren odjek u krugovima književne elite postigao je prvim svescima svojeg glavnog djela, na kojem je radio do kraja života, ne dovršivši ga: golema romana "Čovjek bez svojstava" (1930-1943.), novo izdanje s odlomcima iz ostavštine 1952. Autorov intelektualni promatrač Ulrich ironični je komentator društvenih zbivanja u "Kakaniji" (dvostruka igra riječima, označuje Habsburšku monarhiju) prije Prvog svjetskog rata, svjedok velikih namjera koje se gube u mrežama sitnih spletki. Po obilju esejističkih razmatranja s područja kulturne povijesti taj roman jasno svjedoči o prodoru intelektualizma u naraciju 20. stoljeća. Musilovo djelo, napose "Čovjek bez svojstava", priznato je kao jedan od ključnih narativnih tekstova europskoga modernizma, no nije uspjelo stvoriti stalni krug čitatelja, a njegovo je objavljivanje došlo prekasno da bi utjecalo na daljnje tijekove pripovjedne proze. Stanovita suhoća i sivilo, što su obilježja većine značajnih djela modernizma na njemačkom jeziku (Thomas Mann, Hermann Broch), prožimaju i Musilov opus koji kao cjelina ostavlja dojam nerazrješene dileme auktorova života: problematično je mogu li se uopće umjetnost i znanost stopiti u cjelinu u nekome djelu, ili se radi o komplementarnim aktivnostima, nespojivima po samoj svojoj naravi. Trajnije su vrijednosti Musilov satirični opis Kakanije, Ulrichova incestuoznog erotizma i evokacija raspadajuće polufeudalne monarhije, svojevrsnoga paradoksa u spoju intelektualnoga avangardizma i okoštale društvene strukture.

## Djela
- "Pomutnje gojenca Törlessa" (1906.) (2004. na hrv. preveo Benjamin Tolić)
- "Zanesenjaci" (1921.)
- "Vincenc i prijateljica uglednih muškaraca" (1924.)
- "Tri žene" (1924.) - zbirka tri kratke priče
- "Čovjek bez osobina" (1930. – 1943.)